# Robin Bridgeman
Pour les articles homonymes, voir Bridgeman.
Robin John Orlando Bridgeman, 3e vicomte Bridgeman (né le 5 décembre 1930) est un pair et homme politique britannique.

## Biographie
Bridgeman est le fils du brigadier Geoffrey Bridgeman (en) et de Mary Meriel Gertrude Talbot, et le petit-fils de William Bridgeman (1er vicomte Bridgeman). Il fait ses études au collège d'Eton. Il sert dans la brigade des fusiliers britannique entre 1950 et 1951, est nommé sous-lieutenant dans les Royal Green Jackets atteignant le grade de lieutenant.
En 1958, Lord Bridgeman devient expert-comptable. Il est associé de Fenn et Crosthwaite en 1973 et de Henderson Crosthwaite de 1975 à 1986. De 1988 à 1990, il est directeur de Guinness Mahon, et de 1988 à 1994 directeur de Nestor-BNA. Il est en outre directeur de la Bridgeman Art Library depuis 1972.
Bridgeman est un ancien président de la Bibliothèque des Amis de Lambeth Palace et trésorier de la New England Company et du Florence Nightingale Aid in Sickness Trust. Il est également président de l'hôpital de St John et St Elizabeth et administrateur de "musique à Winchester". Entre 1992 et 2000, il est administrateur spécial de la Hammersmith and Queen Charlotte's Hospital Authority.
Lord Bridgeman est chevalier de l'ordre souverain de Malte. Il succède à son oncle Robert Bridgeman (2e vicomte Bridgeman) comme vicomte le 17 novembre 1982 et est l'un des quatre-vingt-dix pairs héréditaires élus à la Chambre des lords, où il siège pour le Parti conservateur. Il est porte-parole pour les affaires intérieures et whip du gouvernement.

## Famille
Lord Bridgeman est marié à Victoria Harriet Lucy Turton, fille de Ralph Meredyth Turton, depuis le 10 décembre 1966. Ils ont quatre enfants: 
- William Orlando Caspar Bridgeman (1968-2001)
- Luke Robinson Orlando Bridgeman (né en 1971)
- Esmond Francis Ralph Orlando Bridgeman (né en 1974)
- Orlando Henry Geoffrey Bridgeman (né en 1983)